# Divisió Cuirassada Brunete
La Divisió Mecanitzada Brunete núm. 1 va ser una unitat militar de l'exèrcit espanyol, creada en 1943 amb el nom de Divisió Cuirassada núm. 1 i més tard Divisió Cuirassada Brunete, denominació que es va modificar en ocasió de la reorganització de l'exèrcit espanyol en 1996.
La hi va considerar la divisió millor armada i més potent d'Espanya, composta per una brigada cuirassada, dues brigades mecanitzades, un regiment de cavalleria,un d'artilleria de campanya, un d'artilleria antiaèria, un d'enginyers, així com una agrupació logística i una agrupació d'Estat Major, trobant-se les seves unitats repartides per Castella i Lleó, Madrid, Castella-la Manxa, Extremadura, La Rioja i Andalusia. Amb la reforma militar de 2006 va ser reorganitzada i la seva estructura bàsica va deixar de ser la d'una divisió (encara que les seves brigades van continuar existint), amb el que la divisió va deixar d'existir.

## Règim franquista
Oficialment creada el 20 d'agost de 1943 mitjançant la Instrucció General Reservada núm. 2 de l'Estat Major Central de l'Exèrcit, es va formar sobre la base de l'antiga 13a Divisió. Devia el seu nom a la batalla de Brunete durant la Guerra Civil, que ha estat el major enfrontament entre carros de combat en la història militar d'Espanya. Els orígens de la Divisió Cuirassada cal trobar-los en la reestructuració militar després de la guerra civil, en la qual es van establir 5 regiments de carros de combat que aprofitaven els vehicles capturats. En els seus inicis va estar formada per un regiment d'infanteria, dues d'infanteria motoritzada i un de carros de combat, dels quals els més moderns van ser 20 Panzer IV F, comprats a l'Alemanya Nazi en plena Segona Guerra Mundial, i els antics T-26 soviètics capturats en la guerra civil a l'Exèrcit Popular de la República. El seu primer general de divisió al comandament va ser Ricardo Rada Peral i la divisió es va establir en el Campament d'El Goloso, en la sierra de Madrid.
Amb la normalització de les relacions diplomàtiques i militars amb els Estats Units a mitjan dècada de 1950, es van incorporar a la divisió carros de combat M-24 i M-47, unitats d'artilleria autopropulsada i una companyia d'armes pesants.
La Divisió Cuirassada com tal no va participar en accions de guerra, però algunes de les seves unitats sí que van prendre part en campanyes com la de Sidi-Ifni (1957-1958), amb la participació d'una companyia expedicionària del Regiment d'Infanteria Mecanitzada "Wad-Ras" núm. 55, i en el Sàhara Espanyol (1974-1975). En la dècada de 1960 adopta el nom de Divisió Cuirassada Brunete N. 1, estructurant-se en una caserna general (situada a El Pardo), una brigada motoritzada amb vehicles eruga, un regiment d'artilleria de campanya, un regiment de sapadors, una agrupació logística, un grup d'artilleria antiaèria i una brigada cuirassada, adquirint-se també els carros de combat nord-americans M-48. En 1977, en plena transició democràtica, la divisió seria modernitzada amb carros AMX-30 I fabricats a Espanya amb llicència francesa.

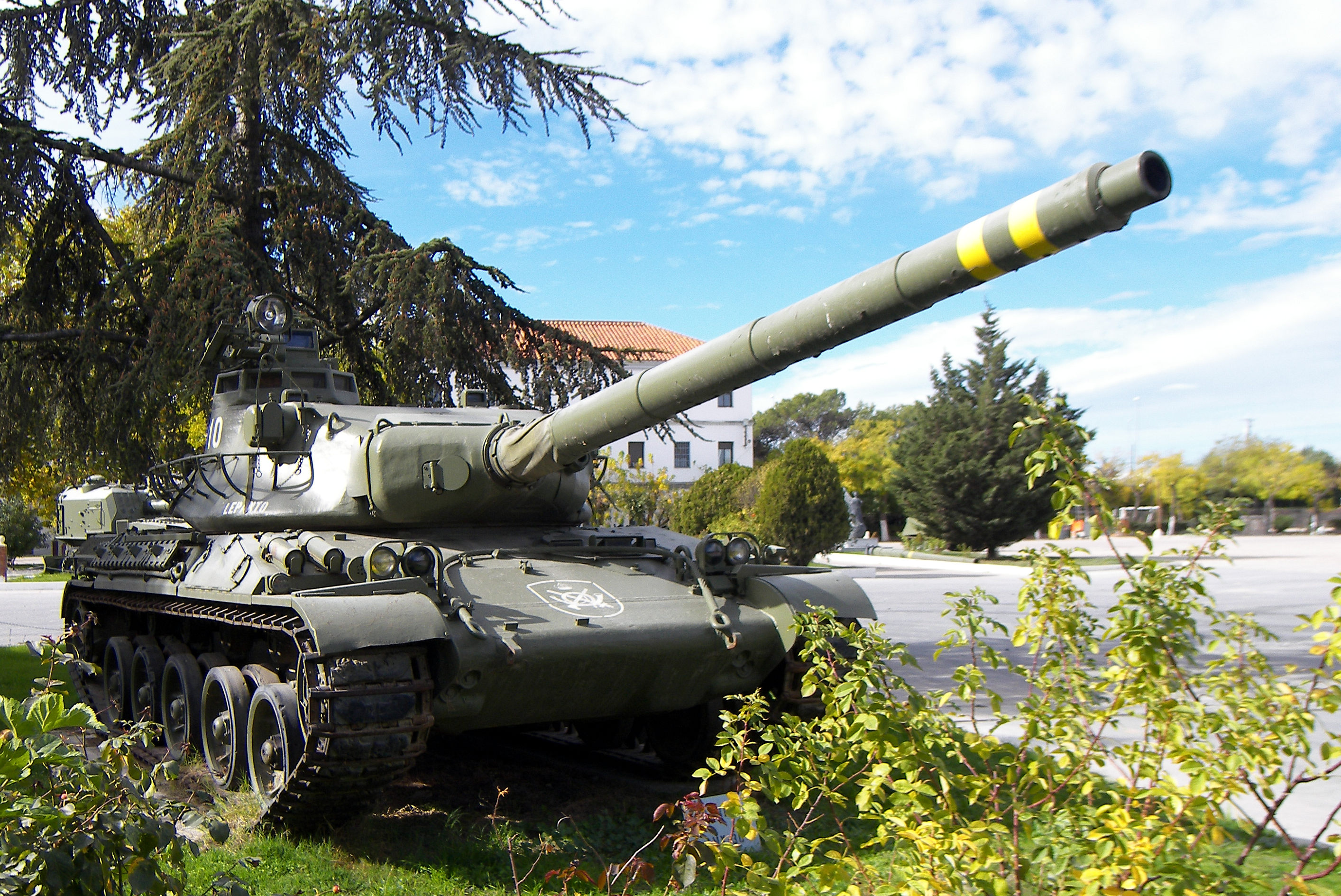
Tanc AMX-30 E exposat al Museo de Medios Acorazados de la Base d'El Goloso (Madrid).

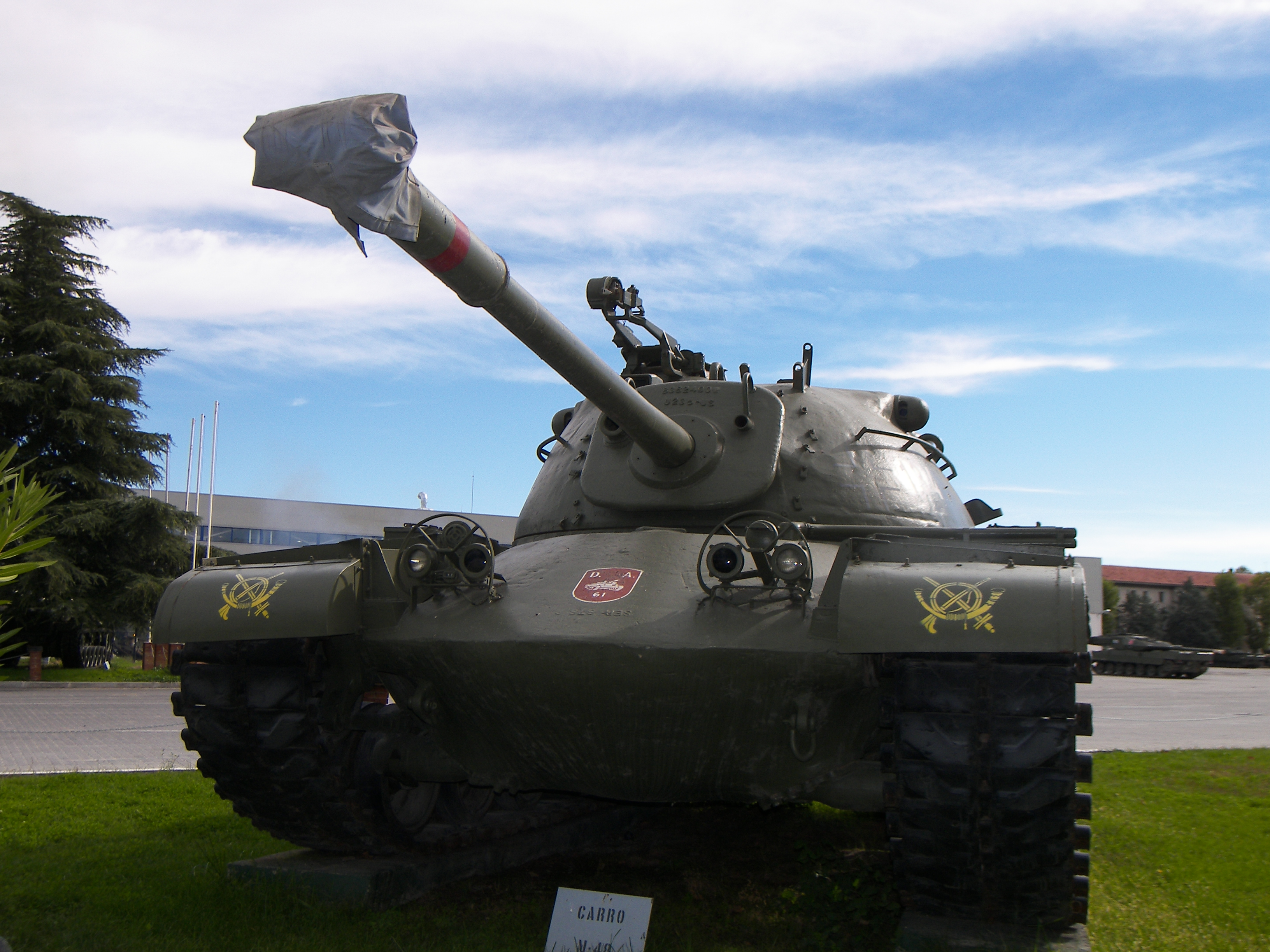
Un M-48 (amb l'escut de la Divisió al frontal) també exposat a El Goloso.

## El "23-F"
En el context de l'intent de cop d'Estat del 23 de febrer de 1981 (l'anomenat "23-F"), la llavors Divisió Cuirassada Brunete ocupava un important paper en els plans dels conspiradors. En aquell moment la Divisió estava composta per 13.000 efectius al costat d'abundants vehicles i material de guerra, i el seu Comandant en cap era el General de Divisió José Juste Fernández. Previ a est, va estar el general de Divisió Luis Torres Rojas (en aquest moment, Capità General de la VIII Regió Militar) i molt abans havia estat el llavors Capità General de la III Regió Militar, Jaime Milans del Bosch. Tots dos eren militars molt implicats en la conspiració i amb un ampli passat conspiratiu. Alguns importants oficials i comandaments de la unitat, com José Ignacio San Martín (cap d'Estat Major) i Ricardo Pardo Zancada eren plenament favorables al cop d'estat i van conspirar activament en aquest sentit. Durant una recepció oficial, el 18 de novembre de 1980, el Coronel San Martín li havia comentat al rei Joan Carles I que en la divisió es trobaven "cabrejats, molt cabrejats" amb la situació del país.
La tarda d'aquell 23 de febrer els comandaments de la Brunete havien rebut ordres de situar tropes en Madrid "al servei d'Espanya i en nom del Rei". Se'ls havia assignat les següents posicions: la Carrera de San Jerónimo, el Parc del Retiro, el canal d'Isabel II, el Campo del Moro (adjacent al Palau d'Oriente) i els principals mitjans de comunicació, especialment Radio Televisió Espanyola. Torres Rojas va tornar precipitadament de la Corunya per intentar prendre el comandament de la Divisió i aconseguir-la implicar en el cop, però no ho va aconseguir. I les tropes de la Brunete no van arribar a aquests llocs gràcies a les ordres del Capità general de Madrid, Quintana Lacaci, que va contenir als comandaments de les unitats que ja estaven sortint. Més tard el cap de la Divisió, el General de divisió José Juste Fernández, en adonar-se que el Rei no havia ordenat cap moviment de tropes (en contra del que els havien anunciat els conspiradors), també va ordenar detenir qualsevol acció. No obstant això, l'actitud vacil·lant del General Juste als primers moments li va valer la destitució uns mesos més tard.

## Període democràtic
Els atemptats de la banda armada ETA van aconseguir el seu clímax en els anys 80, arribant a afectar la divisió: el matí del 4 de novembre de 1982 el comandant en cap de la unitat, el general Víctor Lago Román, va ser assassinat i el seu conductor ferit quan circulaven pels carrers de Madrid en el vehicle oficial del comandant.
Amb la integració d'Espanya en l'Aliança Atlàntica es va produir una profunda reorganització de comandaments i estructura, integrant-se diverses unitats de la divisió en el Cos de l'Exèrcit Europeu i en la Força d'Acció Ràpida de l'OTAN, participant en les missions espanyoles a Bòsnia i Hercegovina, per la qual cosa va rebre la Medalla de l'Exèrcit de caràcter col·lectiu. En febrer de 1996, en el marc de la profunda reorganització de l'Exèrcit de Terra, la unitat va passar a anomenar-se Divisió Mecanitzada Brunete n. 1 i dos anys després va traslladar la seva caserna general des de Madrid a Burgos, a l'aquarterament Diego Porcelos. Amb unitats aquarterades a Burgos, Valladolid i La Rioja, a més de tres brigades aquarterades a Madrid, Badajoz i Còrdova. Després ha estat present en les missions exteriors espanyoles a Afganistan (2003-2004) i Kosovo.
L'any 2006 en aprovar-se una nova reorganització de l'Exèrcit de Terra mitjançant el Reial Decret 416/2006 d'11 d'abril, es va establir que les Forces Pesades de l'Exèrcit de Terra estarien integrades per la seva caserna general, en Burgos, i tres brigades mecanitzades aquarterades en Còrdova, Badajoz i Madrid. En aquell any, a través de la Instrucció Comunicada 120/06, es va disposar al costat dels canvis necessaris per adaptar l'estructura de la Forces de l'Exèrcit de Terra al Reial decret 416/2006 que la Divisió Mecanitzada “Brunete” n. 1 passés a ser el Comandament de les Forces Pesades. L'últim comandant de la divisió va ser José Manuel Mollá Ayuso, que després de la dissolució d'aquesta va passar a ser comandant del Comandament de les Forces Pesants.